# Trần Thu Trang
Trần Thu Trang (sinh 2 tháng 2 năm 1982), biệt danh Thieu_iot, là nhà văn. Những người biết đến Trang như 1 trong các tác giả tiên phong về văn chương trên mạng.

## Thời trẻ
Trang sinh ra tại Hà Nội trong gia đình "không có truyền thống văn học". Trang tốt nghiệp khoa tiếng Anh Đại học Thăng Long. Từ năm 2001 đến 2002, Trang là cộng tác viên của báo Hoa học trò, tờ báo dành cho tuổi mới lớn ở Việt Nam.
Từ năm 2002 đến 2004, Trang làm việc ở vị trí biên tập viên, quản trị website trong các công ty PR và du lịch. Trong thời gian này, Trang viết cuốn tự truyện Nhật ký tình yêu TIO và đưa lên mạng Trái tim Việt Nam Online dưới nickname Thieu_iot và đã thu hút hơn 360 ngàn lượt đọc.

## Văn học mạng
Năm 2005, Trang viết 2 tác phẩm Cocktail cho tình yêu, Phải lấy người như anh và đưa lên những forum như tathy.com. Năm 2006, tự truyện Nhật ký tình yêu TIO và tiểu thuyết Phải lấy người như anh của Trang xuất bản thành sách in. Trang web chính thức của Trang mang tên sachcuatrang.com ra đời trong thời gian này. Từ ngày 15/03/2009, Trang chuyển website chính thức sang tranthutrang.net.
Sau khi xuất bản chính thức, nội dung tác phẩm Phải lấy người như anh ai đó đưa lên những website và blog khác nhau trên internet. Có người coi đây là hiện tượng trên mạng, và có ý kiến chỉ trích về nội dung cuốn tiểu thuyết cho rằng nó có nội dung tả sex là chủ yếu
Năm 2007, Trang tái bản Nhật ký tình yêu TIO và Phải lấy người như anh. Trang tự vẽ tranh minh hoạ cho bản in lần này của cuốn Nhật ký tình yêu TIO. Bìa cuốn Phải lấy người như anh tái bản "ghi toàn những lời chê bai". Có người đánh giá đây là hình thức câu khách. Tên tác phẩm Phải lấy người như anh biến đổi và sử dụng trên báo, trên mạng như "một cách diễn đạt vui".
Năm 2007, Trang xuất bản 2 tác phẩm Cocktail cho tình yêu (tiểu thuyết) và Tí ti thôi nhé - Ai bảo phụ nữ nói nhiều (tập truyện cực ngắn). Trang bắt đầu dự án hỗ trợ cho các tác giả mới bằng việc chụp ảnh bìa và thiết kế bìa sách, 2 cuốn đầu tiên trong dự án cá nhân này là 1 MB yêu và Blog màu khoảnh khắc.
Năm 2008, Trang xuất bản 99 tuần buôn chuyện, cuốn sách tập hợp những bài tản văn dưới dạng những bức thư Trang đã gửi chung cho độc giả trên website cá nhân. Tác phẩm này đã xếp thứ 6 trong top 10 sách hay của năm 2008 do bạn đọc báo Người Lao động bình chọn.
Trên trang cá nhân, Trang nói rằng mình có viết những tản văn, tùy bút và dĩ nhiên, làm thơ.
Trang tự chụp ảnh bìa cho đa số tác phẩm xuất bản của mình.

## Tác phẩm
- Nhật ký tình yêu TIO: tự truyện
- Phải lấy người như anh: tiểu thuyết
- Cocktail cho tình yêu: tiểu thuyết, Hãng phim Đông A chuyển thể tiểu thuyết này thành phim truyền hình dài 30 tập cùng tên năm 2010, phát sóng trên HTV7 lúc 11h bắt đầu từ 14/10/2010.[12]
  - Diễn viên: Trương Minh Quốc Thái vai Lập, Dương Cẩm Lynh vai Đan, Bảo Trân vai Minh Ánh, Hiểu Đông vai Vinh, Minh Đức, Cát Phượng. Đạo diễn: Nguyễn Thanh Vân; giám đốc sản xuất: Trần Lực.
- Tí ti thôi nhé - Ai bảo phụ nữ nói nhiều: tập truyện ngắn, in chung.
- 99 tuần buôn chuyện: tập tản văn.
- Để hôn em lần nữa: tiểu thuyết.